# Anet
Anet ist eine französische Gemeinde mit 2708 Einwohnern (Stand 1. Januar 2022) im Département Eure-et-Loir in der Region Centre-Val de Loire; sie gehört zum Arrondissement Dreux und zum Kanton Anet.
Anet liegt etwa 15 km von Dreux und Houdan entfernt. Die Stadt liegt zwischen den Flüssen Eure und Vesgre, die etwas weiter nördlich zusammenfließen. Die Gemeinde ist bekannt wegen des Schlosses Anet, das Philibert Delorme zur Zeit des Königs Heinrich II. für Diane de Poitiers bauen ließ.

## Partnerschaft
Anet  unterhält seit 1974 eine Partnerschaft mit dem Ort Hohensachsen in Deutschland.

## Bevölkerungsentwicklung
- 1962: 1341
- 1968: 1464
- 1975: 1700
- 1982: 2297
- 1990: 2696
- 1999: 2651
- 2012: 2673
- 2018: 2714

## Sehenswürdigkeiten

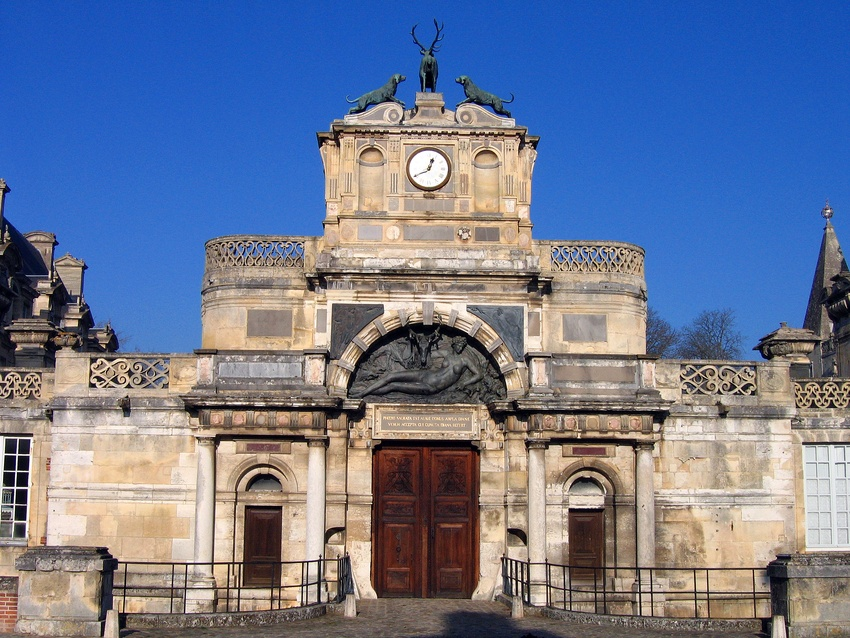
Schloss Anet

- Schloss Anet

## Persönlichkeiten
- Pascal Lainé (1942–2024), Schriftsteller